# L'Homme qui rit (film, 1966)
Pour les articles homonymes, voir L'Homme qui rit (homonymie).
Pour plus de détails, voir Fiche technique et Distribution.
L'Homme qui rit (titre original : L'uomo che ride) est un film italien réalisé en 1966 par Sergio Corbucci. Le film est une adaptation très libre du roman éponyme de Victor Hugo. Avec Jean Sorel, Lisa Gastoni et Ilaria Occhini dans les rôles principaux.

## Synopsis
En Italie au XVIe siècle, un jeune garçon, Angelo, est enlevé par des gitans. Défiguré pour que son visage affiche un rictus permanent, il devient une attraction de foire. Angelo finit par devenir l'homme de confiance de la famille Borgia ; César Borgia le fait opérer, pour lui rendre figure humaine et lui donner les traits de l'un de ses ennemis, dans le cadre d'une machination.

## Fiche technique
- Titre original : L'uomo che ride
- Titre français : L'Homme qui rit  ou L'Imposture des Borgia
- Réalisation : Sergio Corbucci
- Scénario : Sergio Corbucci, A. Bertolotto, A. Issaverdens, Luca Ronconi, Franco Rossetti et Filippa Sanjust, d'après le roman L'Homme qui rit de Victor Hugo
- Costumes : Filippo Sanjust
- Photographie : Gérard Simon
- Direction artistique : Alessandro Dell'Orco
- Montage : Mario Serandrei
- Musique : Carlo Savina
- Production : Joseph Fryd et Jacques Bar
- Société de production : Compagnie Internationale de Productions Cinématographiques (CIPRA), Sanson Film
- Société de distribution : Metro-Goldwyn-Mayer
- Pays d'origine : France, Italie
- Langue : italien
- Date de sortie : 1966
- Durée : 88 minutes (RU : 98 minutes)

## Distribution
- Lisa Gastoni  (VF : Nelly Benedetti) : Lucrèce Borgia
- Jean Sorel  (VF : Hubert Noël) : Angelo Bello / Astorre Manfredi
- Edmund Purdom  (VF : Jean-Claude Michel) : César Borgia
- Ilaria Occhini : Dea
- Nando Poggi  (VF : Roland Ménard) : Umberto
- Pierre Clémenti : un partisan d'Orsini
- Gianni Musy : Orsini, un chef mercenaire
- Gino Pernice  (VF : Jacques Thébault) : Galeazzo
- Linda Sini  (VF : Lita Recio) : Margherita
- Nino Vingelli  (VF : Jean Violette) : Ursus
- Adriano Cornelli : Archimède le nain
- John Bartha: Giovanni
- Emilio Messina: un soldat
- Vincenzo Maggio: un soldat
- Livia Contardi
- Adriano Giroli